# School for Scoundrels
 School for Scoundrels és una pel·lícula estatunidenca dirigida per Todd Phillips, estrenada el 2006. La pel·lícula es basa en la britànica del 1960 del mateix nom.

## Argument
Roger (Jon Heder) és un vigilant oprimit, objecte de burles dels seus companys de feina, que somia d'acostar-se a l'encantadora estudiant de postgrau que viu al seu edifici, Amanda (Jacinda Barrett).
Per a vèncer la seva manca d'amor propi, s'inscriu a un curs impartit pel Dr. P (Billy Bob Thornton) en el que Roger i els seus companys de classe són constantment intimidats pel Dr. P i el seu ajudant Lesher (Michael Clarke Duncan), a qui els agrada utilitzar mètodes escandalosos i immorals, incloent-hi la humiliació. Els són encomanades algunes feines bastant cruels i primitives - com engegar un conflicte o fins i tot una baralla amb algú que coneixen només per demostrar que són agosarats. Tanmateix, ningú no deixa el curs perquè el Dr. P diu que no els tornarà els diners si desobeeixen les seves ordres. Els companys de classe fins i tot adverteixen Roger que el Dr. P el destruirà com ha fet amb un dels seus anteriors estudiants.

## Repartiment
- Billy Bob Thornton: Dr. P
- Jon Heder: Roger
- Michael Clarke Duncan: Lesher
- Jacinda Barrett: Amanda
- Cody Arens: Wally
- Joanne Baron: Loïs
- Teddy Coluca: Benny
- David Cross: Ian
- DeRay Davis: Bee Bee
- Nicole Randall: JohnsonShanice
- Todd Louiso: Eli
- Andrew Daly: un alumne
- Kimberly Evan: jugadora de tennis
- Omar J. Dorsey: Lawrence
- Sandy Helberg: Rabbi
- Horatio Sanz: Diego
- Paul Scheer: Lil Pete
- Ben Stiller: Lonnie
- Jessica Strouple: dona d'Eli
- Matt Walsh: Walsh
- Luis Guzman: Sergeant Moorehead
- Steve Monroe: ajudant de vol
- Sarah Silverman: Becky
- Marcella Lowery: Mrs. Washington
- Dan Fogler: Zack
- Jon Glaser: Ernie
- Corey Richardson: Monty
- Lizz Carter: ajudant de vol
- Jack Kehler: company de classe
- Bob Stephenson: company de classe
- Jim Parsons: company de classe
- Armen Weitzman: company de classe
- Joe Nunez: company de classe
- Aziz Ansari: company de classe
- Remy K. Selma: company de classe
- Noel Gugliemi: Tipus al metro
- Daniel Venegas: Tipus al metro
- Jonas Heller: jugador de Poker
- Darin Feinstein: jugador de Poker